# Abdosetae digitata
Espèce
Abdosetae digitata est une espèce d'araignées aranéomorphes de la famille des Phrurolithidae.

## Distribution
Cette espèce est endémique de Hainan en Chine,.

## Description
Les mâles mesurent de 1,95 à 2,56 mm et les femelles de 2,19 à 3,28 mm.

## Publication originale
- Jin, Fu & Zhang, 2015 : A review of the genus Abdosetae (Araneae: Phrurolithidae) from China. Zootaxa, no 4007(1), p. 91-103.